# Sport Boys Association
Sport Boys Association is een Peruviaanse voetbalclub uit Callao. De club werd opgericht op 28 juli 1927, op onafhankelijkheidsdag. De dag ervoor kwam een vriendenclub samen en om middernacht zongen ze samen het Peruviaanse volkslied ter ere van de nationale feestdag en werd er besloten om een voetbalclub op te richten. Sport Boys won in totaal zes landstitels.

## Erelijst
- Primera División Peruana

Kampioen : 1935, 1937, 1942, 1951, 1958, 1984
Runner-up: 1938, 1943, 1950, 1952, 1959, 1960, 1966, 1976, 1990, 1991

## Bekende (oud-)spelers
- Roberto Martínez
- Waldemar Victorino